# 佐藤伊知子
佐藤 伊知子（さとう いちこ、1965年3月11日 - ）は、日本のバレーボール指導者、元選手。東北福祉大学総合福祉学部通信教育部准教授。日本バレーボール協会女子強化委員。

## 来歴
宮城県仙台市出身。アニメ「アタックNo.1」の影響で小学校5年生からバレーボールを始め、仙台市立三条中学校から聖和学園吉田高校に進み、高校時代は3年時に国体に出場した。
東北福祉大学社会福祉学部（現・総合福祉学部）福祉心理学科に進学し、大学4年次の1985年にはユニバーシアード代表に招集され、神戸ユニバーシアードに出場して日本の優勝に貢献する。それが評価されて同年に全日本代表に初選出され、ワールドカップで代表デビューを果たした。
1986年、日本電気（現・NEC）入社。NECではリーグ初優勝に貢献し、後に主将としてチームをまとめあげた。
全日本ではセッターの中田久美と共にチームのまとめ役となり、大林素子ら若手選手を牽引した。オリンピックには1988年のソウル、1992年のバルセロナと2大会に出場。バルセロナ大会では主将を務めた。
1990年10月31日に一枚の写真（フジテレビ）に出演。
1992-93年シーズンの日本リーグを最後に現役を引退し、NECでコーチとして活躍したが、のち退社して帰郷、母校に再就職した。女子バレーボール部監督も務め、現在は部長。
2005年、日本バレーボール協会女子強化委員に就任。テレビの大会中継では解説者を務めることがある。
2024年、リガーレ仙台のチームアドバイザーに就任した。

## 球歴
- 全日本代表 - 1985-1992年
- 全日本代表としての国際大会出場歴
  - オリンピック：1988年、1992年
  - 世界選手権：1986年、1990年
  - ワールドカップ：1985年、1989年、1991年

## 受賞歴
- 1987年 - 第21回日本リーグ 新人賞、ベスト6
- 1990年 - 第24回日本リーグ ベスト6

## 所属チーム
- 仙台市立三条中学校
- 聖和学園吉田高校
- 東北福祉大学
- 日本電気（1986-1993年）